# ألكس باريرا
ألكس باريرا (بالإسبانية: Álex Barrera) هو لاعب كرة قدم إسباني، ولد في 12 مايو 1991 في أوفييدو في إسبانيا. لعب مع ريال سبورتينغ خيخون وريال سرقسطة وسبورتينغ خيخون ب.

## وصلات خارجية
- ألكس باريرا على موقع رابطة كرة القدم اليابانية للمحترفين (اليابانية)
- ألكس باريرا على موقع قاعدة بيانات كرة القدم.إي يو (الإنجليزية)
- ألكس باريرا على موقع Soccerbase.com (لاعب) (الإنجليزية)
- ألكس باريرا على موقع Soccerway.com (الإنجليزية)
- ألكس باريرا على موقع عالم كرة القدم.نت (الإنجليزية)
- ألكس باريرا على موقع AS.com (الإسبانية)